# Liste de solvants
Cette liste répertorie quelques solvants (majoritairement organiques) utilisés en chimie, dans des applications industrielles et/ou en laboratoire.
| Noms                    | Propriétés / remarques |
| ----------------------- | --- |
| Acétate d'éthyle        | Très volatil |
| Acétate de butyle       | Solvant pour la production de laques et autres produits ; point d'ébullition : 126 °C                                                                        |
| Acétate de méthyle      | |
| Acétoacétate d'éthyle   | Intermédiaire de synthèse, arôme alimentaire |
| Acétone                 | Très utilisé dans l’industrie et en laboratoire ; point d'ébullition très faible : 56 °C                                                                     |
| Acétonitrile            | (MeCN) ; très dangereux pour la santé |
| Acide acétique glacial  | Très utilisé dans l’industrie chimique ; corrosif |
| Acide méthanoïque       | Acide formique ; corrosif |
| Ammoniac                | Solvant inorganique ; gaz réfrigérant R717, corrosif |
| Anhydride acétique      | (Ac2O) ; point d'ébullition élevé : 139 °C |
| Aniline                 | Point d'ébullition très élevé : 184 °C |
| Anisole                 | Point d'ébullition élevé : 154 °C |
| Benzène                 | Très utilisé dans l’industrie chimique ; cancérogène |
| Butanol                 | Nom de 4 isomères de formule C4H10O : butan-1-ol, butan-2-ol, 2-Méthylpropan-1-ol (isobutanol) et 2-Méthylpropan-2-ol (tert-butanol)                         |
| Butanone                | Méthyl éthyl cétone, MEK |
| Chlorobenzène           | Point d'ébullition élevé : 132 °C ; toxique |
| Chloroforme             | Densité très élevée : 1,48 à 20 °C ; cancérogène |
| Cyclohexane             | Solvant, réactif |
| Cyclopentane            | Point d'ébullition faible : 49 °C |
| Dichloroéthane          | Nom de 2 isomères C2H4Cl2 : 1,2-Dichloroéthane [« huile hollandaise » (Dutch oil)] et 1,1-Dichloroéthane                                                     |
| Dichlorométhane         | DCM ; point d'ébullition très faible : 40 °C |
| Éther diisopropylique   | Formule brute C6H14O |
| Diméthylformamide       | DMF |
| Diméthylsulfoxyde       | DMSO ; point d'ébullition très élevé : 191 °C |
| Dioxane                 | Nom de 3 isomères : 1,4-Dioxane, 1,3-Dioxane (en) et 1,2-Dioxane (en)                                                                                        |
| Eau                     | Solvant inorganique ; le plus courant |
| ETBE                    | Additif pour carburant |
| Éthanol                 | Alcool éthylique |
| Éther de glycol         | Dérivés de l’éthylène glycol (éthers de type E) et du propylène glycol (éthers de type P)                                                                    |
| Éther diéthylique       | « Éther » ; point d'ébullition très faible : 35 °C ; viscosité très faible : 0,23 cP ; extrêmement inflammable                                               |
| Éthylène glycol         | « Glycol » ; point d'ébullition très élevé : 198 °C ; viscosité très élevée : 19,9 cP ; antigel, réfrigérant                                                 |
| Fréon                   | Marque commerciale ; gaz réfrigérant (Fréon R11, R12, R13)                                                                                                   |
| Heptane                 | Nom de 9 isomères C7H16, dont le n-heptane |
| Hexaméthylphosphoramide | HMPA ; cancérogène, mutagène |
| Hexane                  | Nom de 5 isomères C6H14 : n-hexane (densité très faible : 0,659), 2,2-Diméthylbutane, 2,3-Diméthylbutane, 2-Méthylpentane et 3-Méthylpentane                 |
| Méthanol                | Très utilisé en laboratoire ; toxique |
| Nitrobenzène            | Point d'ébullition très élevé : 211 °C ; densité élevée : 1,2 ; cancérogène                                                                                  |
| Pentane                 | Nom de 3 isomères C5H12 : n-pentane, 2-Méthylbutane et 2,2-Diméthylpropane ; extrêmement inflammables                                                        |
| Perchloroéthylène       | « Perchlo » ; densité très élevée : 1,6 ; utilisé pour le nettoyage à sec de tissus ; cancérogène ; toxique pour le foie, le rein et le système nerveux.     |
| Propanol                | Nom de 2 isomères C3H8O : propan-1-ol (n-propanol) et isopropanol (alcool isopropylique, IPA)                                                                |
| Propoxypropane          | Dipropyléther |
| Pyridine                | Solvant, réactif ; nocif |
| Sulfure de carbone      | Très toxique |
| Tétrachloroéthane       | Nom de 2 isomères C2H2Cl4 : 1,1,1,2-Tétrachloroéthane (réfrigérant R-130a) et 1,1,2,2-Tétrachloroéthane (R-130 ; densité très élevée : 1,597 ; très toxique) |
| Tétrachlorométhane      | Tétrachlorure de carbone ; densité très élevée : 1,594 ; réfrigérant R10 ; cancérogène                                                                       |
| Tétrahydrofurane        | Oxyde de tétraméthylène, THF ; narcotique |
| Toluène                 | Reprotoxique |
| Trichloroéthane         | Nom de 2 isomères C2H3Cl3 : 1,1,1-Trichloroéthane et 1,1,2-Trichloroéthane                                                                                   |
| Trichloréthylène        | « Trichlo » ; densité très élevée : 1,5 ; peu inflammable, contrairement à la plupart des solvants ; cancérogène                                             |
| Triméthylpentane        | Nom de 4 isomères C8H18 : 2,2,3-Triméthylpentane, 2,2,4-Triméthylpentane, 2,3,3-Triméthylpentane et 2,3,4-Triméthylpentane                                   |
| Xylène                  | Nom de 3 isomères : ortho-, méta- et para-xylène |